# イノセントガール
『イノセントガール』は、2014年2月28日にフロントウイングより発売された18禁恋愛アドベンチャーゲームである。芸術家を目指すヒロインたちと主人公の同居生活を描く物語。ブランドの過去作『ピュアガール』のメインスタッフを再び起用し、「変態」路線を踏襲しつつ、「青春」を前面に押し出した作品としている。

## ストーリー
（出典：）
過去の秘密を隠すために芸術を捨てた七海航は、普通の学園生活を送っていた。しかし両親の海外転勤をきっかけに、義妹・雛子が通う全寮制芸術学園・久里咲芸術学園へ通うことに。入寮した「ドリーム荘」で雛子も含めて4人の女の子と同居することになるが、芸術家を目指すせいか癖のある住人ばかり。しかも早々に彼女らに秘密がばれてしまい、落ち込みつつも航の新しい生活が始まる。

## 登場人物
（出典：）

### メインキャラクター
七海 航（ななみ わたる）
声 - 藍川珪（ポエムのみ）
本作品の主人公。2年A組。研究者の両親が急に海外へ転勤になったため、義妹の雛子が通う久里咲芸術学園へ転入し、ドリーム荘へ入寮することになった。目付きが悪いため、初対面の人には怖がられることが多い。転入手続きはいちごが率先して行い、特待生扱いとなっている。両親が共働きだったため、料理や家事はそれなりにできる。幼い頃に文壇デビューを果たしており、それがきっかけでいちごに気に入られている。ペンネームは星空きらる。当時は詩集で初の4冠を受賞したことから四季彩の貴公子と呼ばれていたが、数年前から離れている。詩の内容と目付きが合っていないため、恥ずかしがっている。
綾代 かがり（あやしろ かがり）
声 - 桃井いちご
2年A組。芸術学科ペインティングコース専攻の特待生。絵の実力は天才的だが、描き始めると没頭してしまい、他のことには全く構わなくなってしまう。口数が少なく、独特の言葉（通称「かがりん語」）を使うため、何を考えているのかわかりづらい。芸術家としてデビューしており、絵画の価値も高い。学園一口に飾っている絵画も手がけており、いちご曰く（その絵画）1枚でもお釣りがくるらしい。
七海 雛子（ななみ ひなこ）
声 - 小倉結衣
1年。音楽学科声楽コース専攻。航の1つ年下の義妹で、本当の両親が養育できなくなったため、七海家に引き取られた。航が久里咲芸術学園へ転入したことで、3年ぶりに再会した。航のことが好きな超ブラコンで、事あるごとに航に迫っては軽くあしらわれている。歌が好きで、歌手デビューを目指している。
御堂 このか（みどう このか）
声 - ヒマリ
2年A組。芸術学科現代立体造形コース専攻。航とは幼稚園から前の学園まで同級の幼馴染で、卒業後に進路が分かれて離れたが、1年半ぶりに再会した。幼い頃に航の作品に導かれた経験から、アーティストとしての航を尊敬し、男性としても慕っている。ドリーム荘の家事全般を担当しているが、芸術センスは壊滅的であり、本人でさえ何を作っているか分からない時がある。
逢坂 鼎（おうさか かなえ）
声 - 御苑生メイ
3年。文芸学科テクニカルテキストコース専攻。航の1つ上の先輩で、甘え上手で小悪魔的な性格。既にセミプロの官能小説家だが、内容はドロドロ系で純愛系を書くのが苦手。ネタに詰まると、ドリーム荘の住人達にエッチな実験を仕掛ける。

### サブキャラクター
天衣 いちご（あまい いちご）
声 - みる
久里咲芸術学園の理事長。年齢不詳。実は男の娘。航とは旧知の仲で心身ともに気に入っており、何かと迫ってくる。
御堂 莉乃（みどう りの）
声 - 桃也みなみ
ドリーム荘の寮母であり、このかの母。いちごと同じく見た目は年齢不詳。世界的な立体アーティストだが、実情は怠惰で駄目な大人。家事は一切できないので、娘に任せている。
先生
声 - 成瀬未亜
綾代父
声 - 立花十四朗
綾代母
声 - 丹波りん
このかパパ
声 - ゆうひ

## スタッフ
（出典：）
- 原画・キャラクターデザイン：ななかまい
- シナリオ：七央結日、かづや、桑島由一、森崎亮人、橘ぱん（いちごHシーン）
- BGM：藤田淳平 (Elements Garden)
- プロデューサー：山川竜一郎

## 主題歌
（出典：）
オープニングテーマ「Art as ♥」
作詞：KOTOKO / 作曲：藤田淳平 (Elements Garden) / 歌：KOTOKO
エンディングテーマ「Everlasting Memories」
作詞：桑島由一 / 作編曲：ARM (IOSYS) / 歌：Ayumi.(Astilbe×arendsii)
雛子ルートエンディングテーマ「First Song」
作詞：かづや / 作編曲：松本文紀 / 歌：はな

## 関連商品
イノセントガール主題歌＆サウンドトラック
2014年2月28日発売。主題歌3曲やBGMなど全26曲を収録。
| #         | タイトル                                     | 作詞      | 作曲                        | 時間 |
| --------- | -------------------------------------------- | --------- | --------------------------- | ---- |
| 1.        | 「Art as ♥」(歌：KOTOKO)                     |           | 藤田淳平（Elements Garden） | 3:18 |
| 2.        | 「sweet poem」                               |           | 藤田淳平（Elements Garden） | 1:38 |
| 3.        | 「木漏れ日和」                               |           | 藤田淳平（Elements Garden） | 1:45 |
| 4.        | 「Good morning」                             |           | 藤田淳平（Elements Garden） | 1:36 |
| 5.        | 「colorful day」                             |           | 藤田淳平（Elements Garden） | 1:38 |
| 6.        | 「ドリームパニック」                         |           | 藤田淳平（Elements Garden） | 1:32 |
| 7.        | 「あの汁なんの汁?」                          |           | 藤田淳平（Elements Garden） | 1:26 |
| 8.        | 「芸術は爆発DA☆」                            |           | 藤田淳平（Elements Garden） | 1:37 |
| 9.        | 「仄暗い水底」                               |           | 藤田淳平（Elements Garden） | 1:35 |
| 10.       | 「薄暮の砂浜」                               |           | 藤田淳平（Elements Garden） | 1:35 |
| 11.       | 「リトルマーメイド」                         |           | 藤田淳平（Elements Garden） | 1:39 |
| 12.       | 「シュガーシスター」                         |           | 藤田淳平（Elements Garden） | 1:33 |
| 13.       | 「陽だまりの彼女」                           |           | 藤田淳平（Elements Garden） | 1:42 |
| 14.       | 「What is love?」                            |           | 藤田淳平（Elements Garden） | 1:33 |
| 15.       | 「Sweet Strawberry」                         |           | 藤田淳平（Elements Garden） | 1:36 |
| 16.       | 「小さな恋の詩」                             |           | 藤田淳平（Elements Garden） | 1:48 |
| 17.       | 「夢のゆりかご」                             |           | 藤田淳平（Elements Garden） | 1:39 |
| 18.       | 「夜が明けるまで」                           |           | 藤田淳平（Elements Garden） | 1:36 |
| 19.       | 「Wake up!」                                 |           | 藤田淳平（Elements Garden） | 1:37 |
| 20.       | 「虹色グラフィティ」                         |           | 藤田淳平（Elements Garden） | 1:39 |
| 21.       | 「イノセントガール (Art as ♥ [Orgel Ver.])」 |           | 藤田淳平（Elements Garden） | 1:44 |
| 22.       | 「First Song」(歌：はな)                     |           | 松本文紀                    | 3:55 |
| 23.       | 「Everlasting Memories」(歌：Ayumi.)         |           | ARM（IOSYS）                | 5:14 |
| 24.       | 「Art as ♥ (Instrumental)」                  |           | 藤田淳平（Elements Garden） | 3:18 |
| 25.       | 「First Song (Instrumental)」                |           | 松本文紀                    | 3:56 |
| 26.       | 「Everlasting Memories (Instrumental)」      |           | ARM（IOSYS）                | 5:15 |
| 合計時間: | 合計時間:                                    | 合計時間: | 57:24                       |      |
イノセントガール ビジュアルファンブック
2014年8月29日発売 / 発行：フロントウイング
版権イラスト、インタビュー、コラムなどを収録。